# Europeade

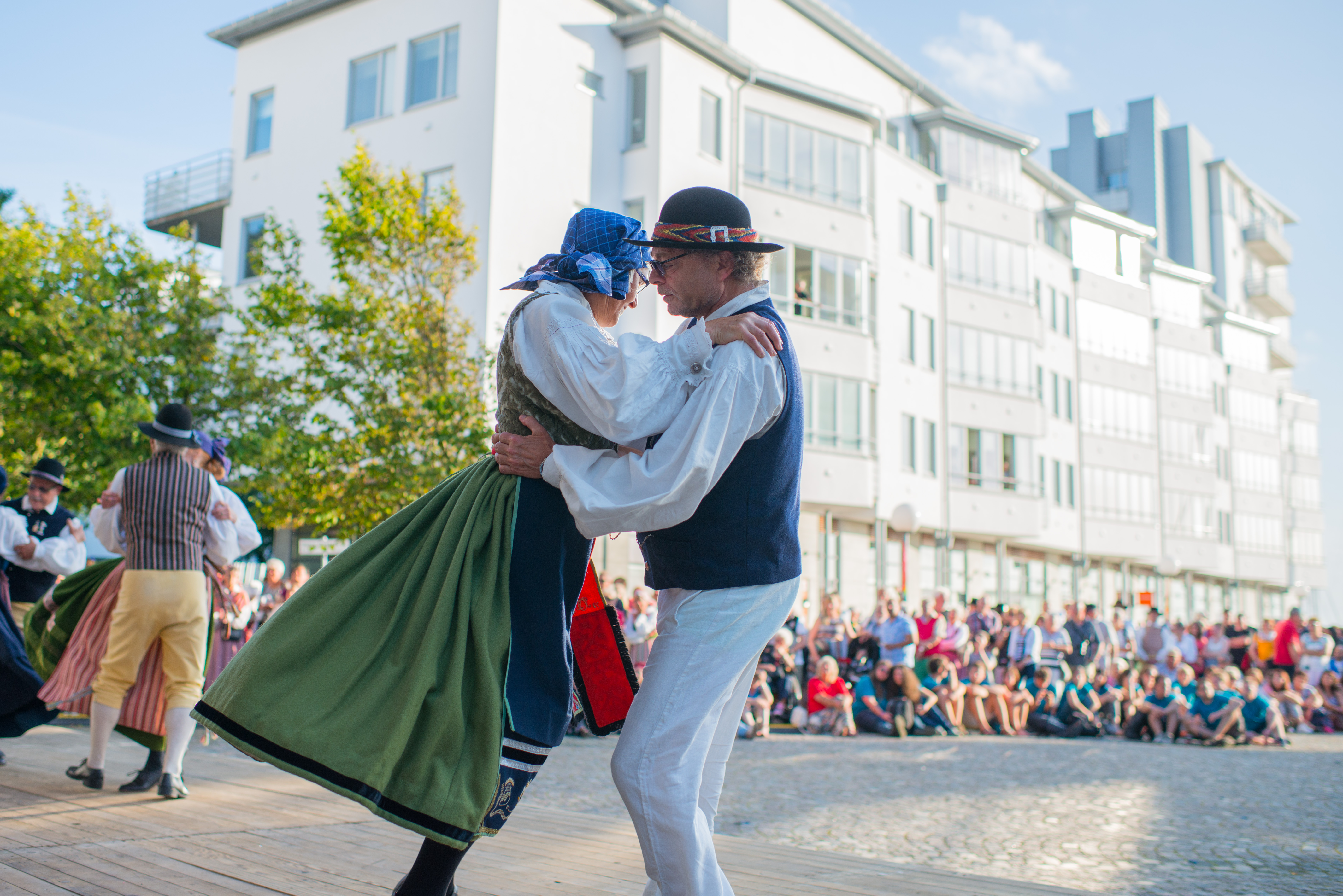
Folkdance em Henry Dunkers Plats em Helsingborg 2015.

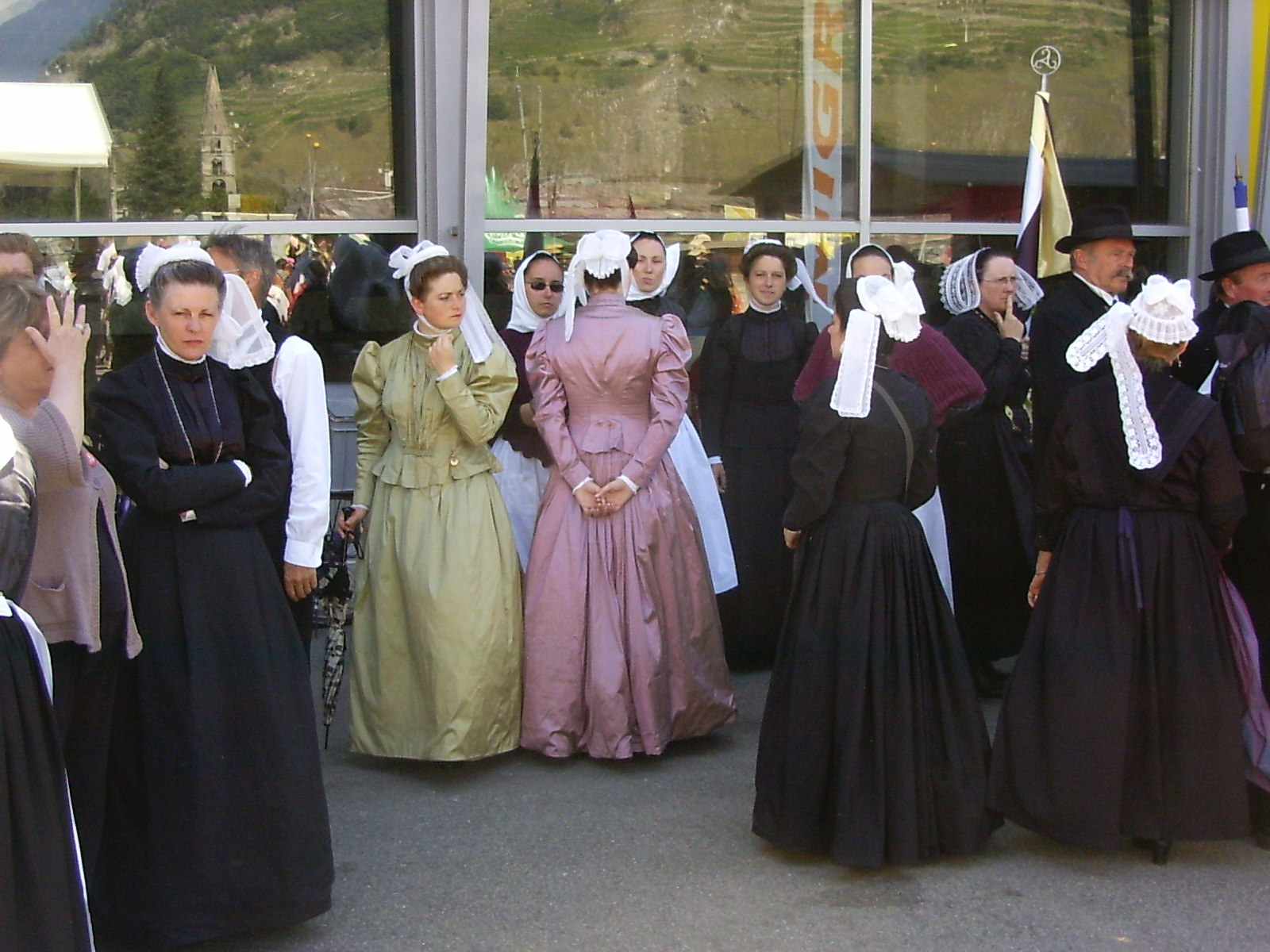
Europeade 2008 em Martigny, Suíça

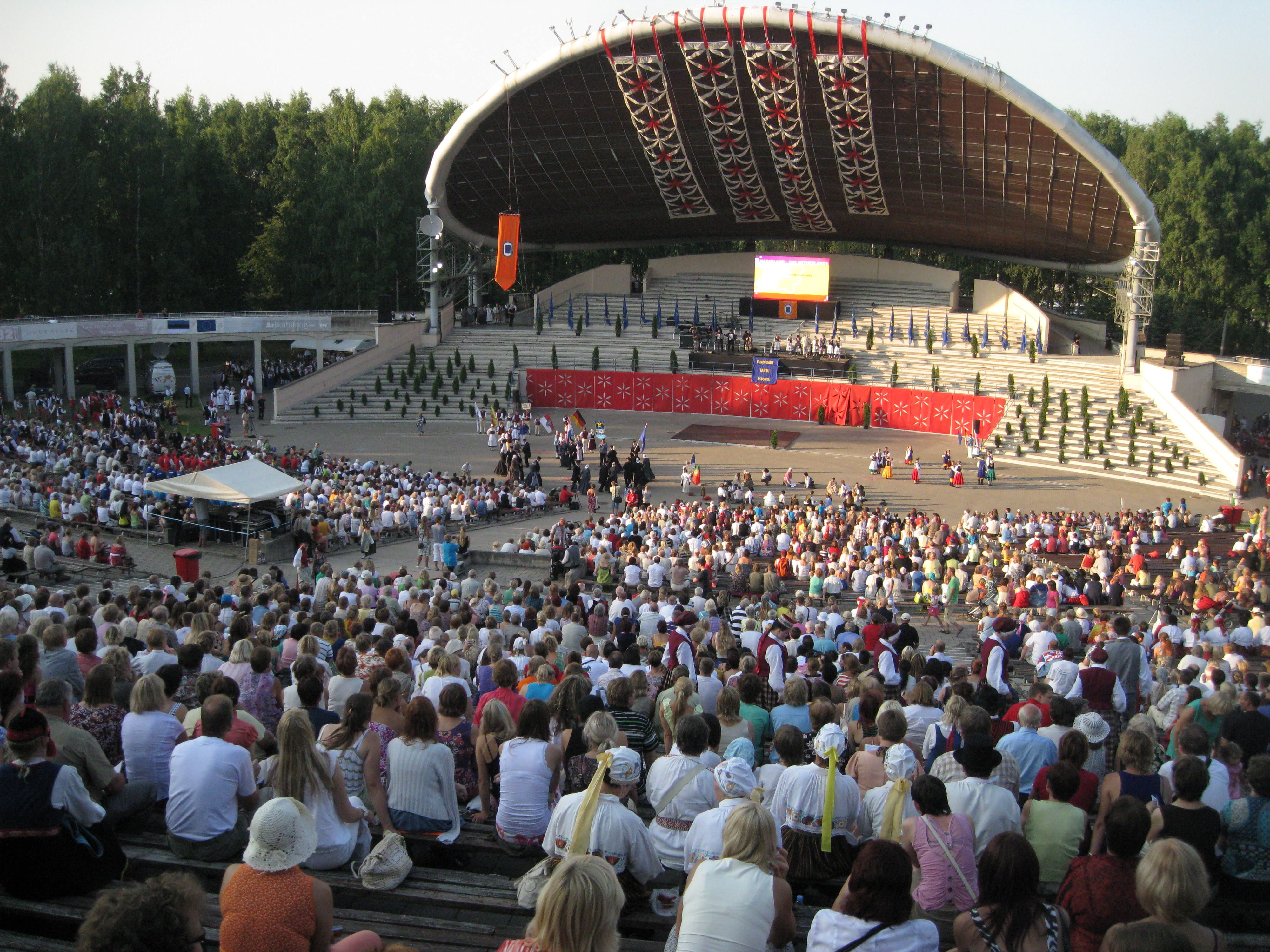
Evento Europeade 2011 na arena do festival de Tartu (laululava) em Tartu, Estônia.

Europeade é um festival europeu anual coletivo sobre a cultura folclórica européia criado em 1964, realizado em um país europeu diferente a cada ano, com objetivo de salvaguardar e promover o património cultural europeu, a união e respeito na Europa, contribuição da cultura de várias regiões. A última edição em 2019 foi realizada no município alemão de Frankenberg an der Eder (Alemanha).

## História
A primeira Europeade foi realizada em 1964, por iniciativa de Mon de Clopper (1922–1998) da Flandres e Robert Müller-Kox, um alemão exilado da província da Silésia . Mon de Clopper foi presidente da Europeade até 1997, quando foi sucedido pelo atual presidente Bruno Peeters (nascido em 1939), também da Flandres.

## Característica
O objetivo da Europeade é promover uma Europa unida, onde todos contribuem e desenvolvem sua própria cultura, respeitando todos os outros. Esta filosofia é praticada todos os anos durante o festival de cinco dias, quando milhares de pessoas de todas as partes da Europa, vestidas com os seus trajes tradicionais, se encontram para cantar, fazer música, dançar e festejar - sem palestras formais.
Numa típica Europeade há cerca de cinco mil participantes, todos fantasiados, em quase duzentos grupos, de cerca de vinte e dois países. Todos eles pagam seus próprios custos de transporte e se apresentam gratuitamente. Os participantes chegam durante a quarta-feira e são acomodados em grandes instalações sempre que possível, geralmente em grandes escolas, com camas básicas fornecidas nas salas de aula e usando outras instalações escolares. Catering em grande escala é fornecido, geralmente um café da manhã simples, um almoço embalado e uma refeição quente à noite em um local central. Os grupos se apresentam em uma série de grandes concertos, em locais de rua designados, e participam de um desfile em massa pela cidade e de um grande baile europeu nas noites de sábado. Fora dos eventos reais muitos grupos vão cantar, tocar e dançar onde quer que se encontrem, incluindo as instalações onde estão alojados. Após o Concerto de Encerramento da tarde de domingo - normalmente noventa grupos se apresentando - os grupos estão livres para voltar para casa, mas a acomodação continua até depois do café da manhã na manhã de segunda-feira.

## Cidades sedes
1. 1964 Antuérpia (Bélgica)[2][3]
2. 1965 Dortmund (Alemanha)
3. 1966 Antuérpia (Bélgica)
4. 1967 Valência (Espanha)
5. 1968 Antuérpia (Bélgica)
6. 1969 Marche-en-Famenne (Bélgica)
7. 1970 Herzogenaurach (Alemanha)
8. 1971 Antuérpia (Bélgica)
9. 1972 Annecy (França)
10. 1973 Nuoro (Itália)
11. 1974 Antuérpia (Bélgica)
12. 1975 Marbelha (Espanha)
13. 1976 Annecy (França)
14. 1977 Nuoro (Itália)
15. 1978 Viena (Áustria)
16. 1979 Antuérpia, Bélgica)
17. 1980 Schwalmstadt, Alemanha)
18. 1981 Martigny, Suíça)
19. 1982 Gijón, Espanha)
20. 1983 Viena, Áustria)
21. 1984 Rennes, França)
22. 1985 Turim, Itália)
23. 1986 Figueira da Foz, Portugal)
24. 1987 Munique (Alemanha)
25. 1988 Antuérpia (Bélgica)
26. 1989 Libourne (França)
27. 1990 Valladolid (Espanha)
28. 1991 Rennes (França)
29. 1992 Figueira da Foz (Portugal)
30. 1993 Horsens (Dinamarca)
31. 1994 Frankenberg (Alemanha)
32. 1995 Valência (Espanha)
33. 1996 Turim (Itália)
34. 1997 Martigny (Suíça)
35. 1998 Rennes (França)
36. 1999 Bayreuth (Alemanha)
37. 2000 Horsens (Dinamarca)
38. 2001 Zamora (Espanha)
39. 2002 Antuérpia (Bélgica)
40. 2003 Nuoro (Itália)
41. 2004 Riga (Letônia). Um monumento na cidade comemora a primeira edição em uma ex-república soviética nos Estados Bálticos. Doado por cidades que sediaram a Europeade anteriormente. Aconteceu de 21 a 25 de julho e foi o maior e mais significativo evento cultural desde que o estado da Letônia ingressou na União Europeia, tornando-se assim um marco na história da criação de um ambiente cultural unido. Mais de quatro mil participantes de 38 países se reuniram.
42. 2005 Quimper (França)
43. 2006 Zamora (Espanha)
44. 2007 Horsens (Dinamarca)
45. 2008 Martigny (Suíça)
46. 2009 Klaipėda (Lituânia)
47. 2010 Bolzano (Itália)
48. 2011 Tartu (Estônia)
49. 2012 Pádua (Itália)
50. 2013 Gotha (Alemanha)
51. 2014 Kielce (Polônia)
52. 2015 Helsingborg (Suécia)
53. 2016 Namur (Bélgica)[5]
54. 2017 Turku (Finlândia)[6]
55. 2018 Viseu (Portugal)[2][3][1] "Cidade Europeia do Folclore"[2]
56. 2019 Frankenberg an der Eder (Alemanha)[1]

## Participação por país
Para o Europeade 2008 em Martigny (Suíça) cerca de duzentos grupos se inscreveram. Seus países de origem foram os seguintes:
- 27 grupos da Alemanha
- 26 grupos de Espanha e Bélgica
- 16 grupos da Letônia
- 15 grupos da Estônia, França e Itália
- 10 grupos da Hungria
- 9 grupos da Lituânia
- 8 grupos da República Tcheca
- 7 grupos de Portugal
- 5 grupos da Dinamarca
- 3 grupos da Irlanda, Holanda, Romênia e Suécia
- 2 grupos da Bulgária, Chipre, Finlândia, Grécia e Reino Unido
- 1 grupo da Armênia, Áustria, Geórgia, Groenlândia, Luxemburgo e Suíça
- Não houve grupos da Islândia, Noruega, Polônia, Eslováquia e ex-Iugoslávia, apesar da forte tradição popular nestes países.